# Grégoire III de Naples
Grégoire III de Naples duc de Naples corégent en 850 puis seul duc vers 863/864 jusqu'à sa mort après un règne de 5 ans et 7 mois.

## Biographie
Grégoire III de Naples est le fils aîné de Serge Ier qui l'associe au trône dès 850 pendant que son cadet Athanase reçoit l'évêché de Naples, leur frère Césaire de Naples le commandement de la flotte qui intervient contre les musulmans à Gaète en 846 et le dernier frère, Étienne III, devient évêque de Sorrente. Cette transmission pacifique du trône et ce partage des pouvoirs entre les frères contrastent avec les successions anarchiques et sanglantes des principautés lombardes voisines. L'empereur Lothaire utilise d'ailleurs l'intermédiation de Grégoire III pour ramener la paix entre la principauté de Bénévent et celle de Salerne.
Grégoire III envoie une armée de 7.000 hommes commandée par son frère Césaire à l'assaut de la principauté de Capoue ou règne le vieux Landon. Les Napolitaiins sont sévèrement défaits le 8 mai 859 par Landon II de Capoue et Césaire est capturé avec 800 de ses hommes et envoyé à Capoue. L'évêque Athanase est un partisan de l'alliance avec l'empereur Louis II d'Italie dont il est un familiaris et de la papauté et quand Grégoire III succède à son père en 864, il tente de maintenir une politique d'équilibre entre l'empire carolingien, le pape dont il devient le légat et l'empire byzantin. S'il accompagne le roi d'Italie dans ses campagnes contre Capoue, Salerne et Amalfi,  en 867 il renouvelle la vassalité de son duché vis-à-vis de l'empereur grec Basile Ier. Grégoire III comme son frère l'évêque et leur père avant eux sont instruits dans les lettres grecques et latines. Vers le milieu de la décennie 860-870 Grégoire III réussit faire nommer temporairement à son fils et héritier Serge II comme préfet d'Amalfi.
D'une épouse inconnue Grégoire III laisse trois enfants :
- Serge II ;
- Athanase II évêque de Naples en 875 puis duc ;
- Jean, præfectus  en 865 (†  ap 865).